# Igreja Positivista do Brasil

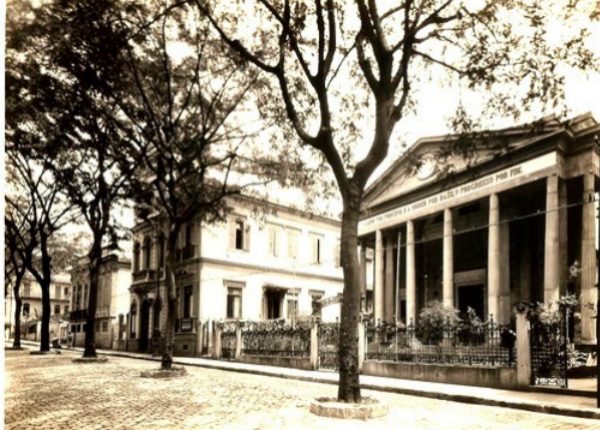
Templo da Humanidade, no início do Século XX.

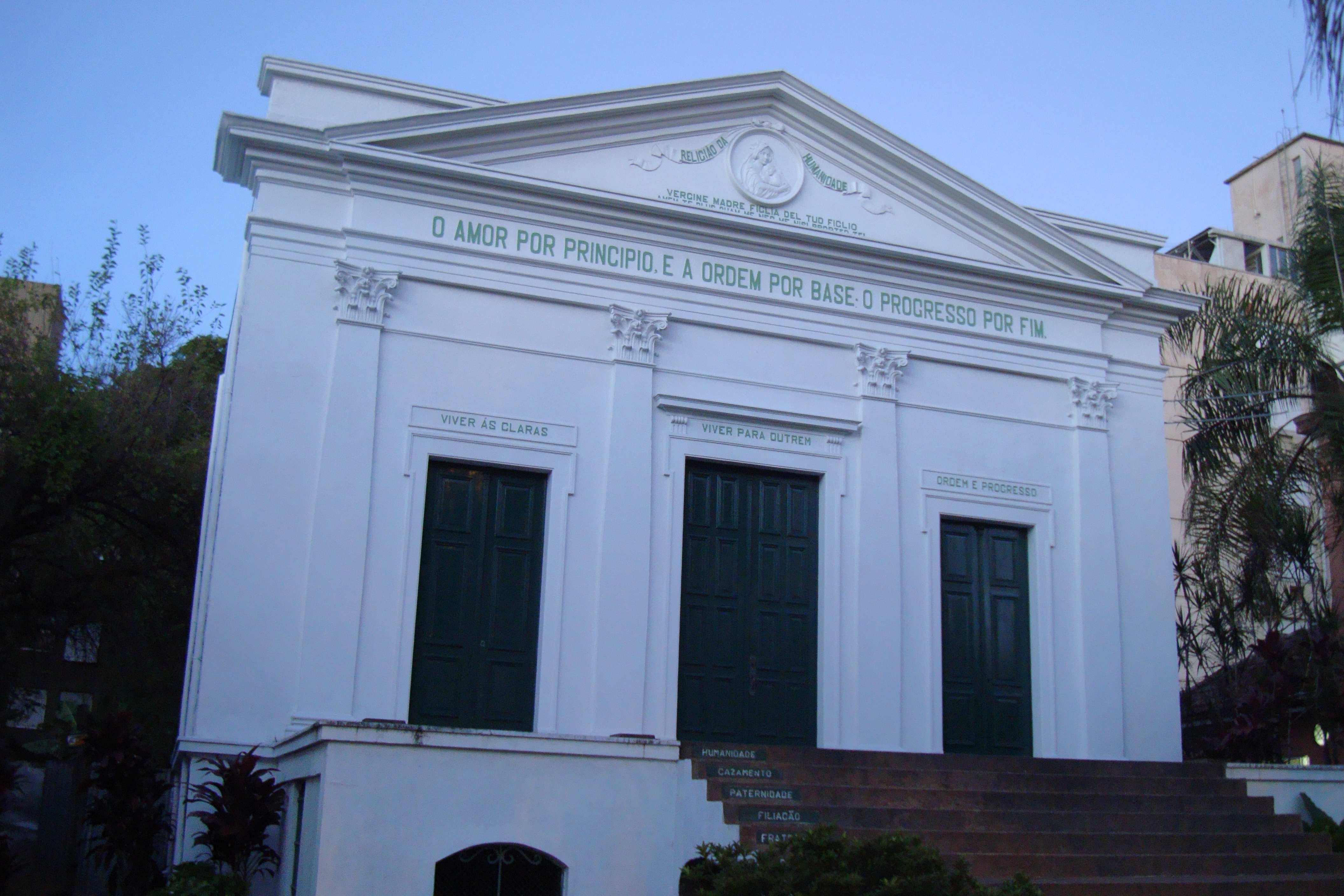
Capela Positivista em Porto Alegre. Atualmente o único espaço ativo destinado ao Culto à Humanidade.

A Igreja Positivista do Brasil foi fundada no dia 11 de maio de 1881 por Miguel Lemos. Sua sede é o Templo da Humanidade, onde ocorria a celebração da Religião da Humanidade, ou Positivismo Religioso, doutrina criada pelo, filósofo francês Auguste Comte (1798–1857).
Localiza-se na atual rua Benjamin Constant, n. 74, - antiga rua Santa Isabel - no bairro da Glória, na zona sul da cidade do Rio de Janeiro.

## História

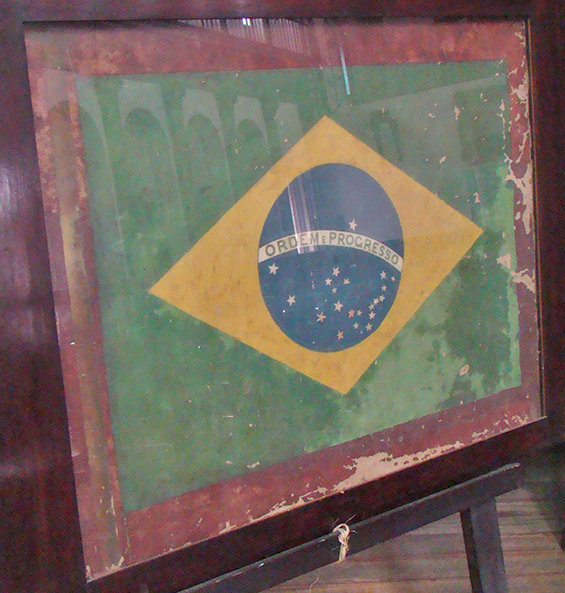
Protótipo da Bandeira Nacional, feito pelo pintor Décio Villares em 1889. Foi roubado em 2010 da Igreja Positivista do Rio de Janeiro.

Miguel Lemos e Raimundo Teixeira Mendes tinham 26 anos quando realizaram o primeiro culto da Igreja Positivista do Brasil, entidade que se tornou um centro de reunião de republicanos e abolicionistas. As ideias de Auguste Comte para uma interpretação científica da realidade eram atraentes para a juventude brasileira que se opunha à cultura verborrágica da elite dominante, representada pelos bacharéis das faculdades de Direito.

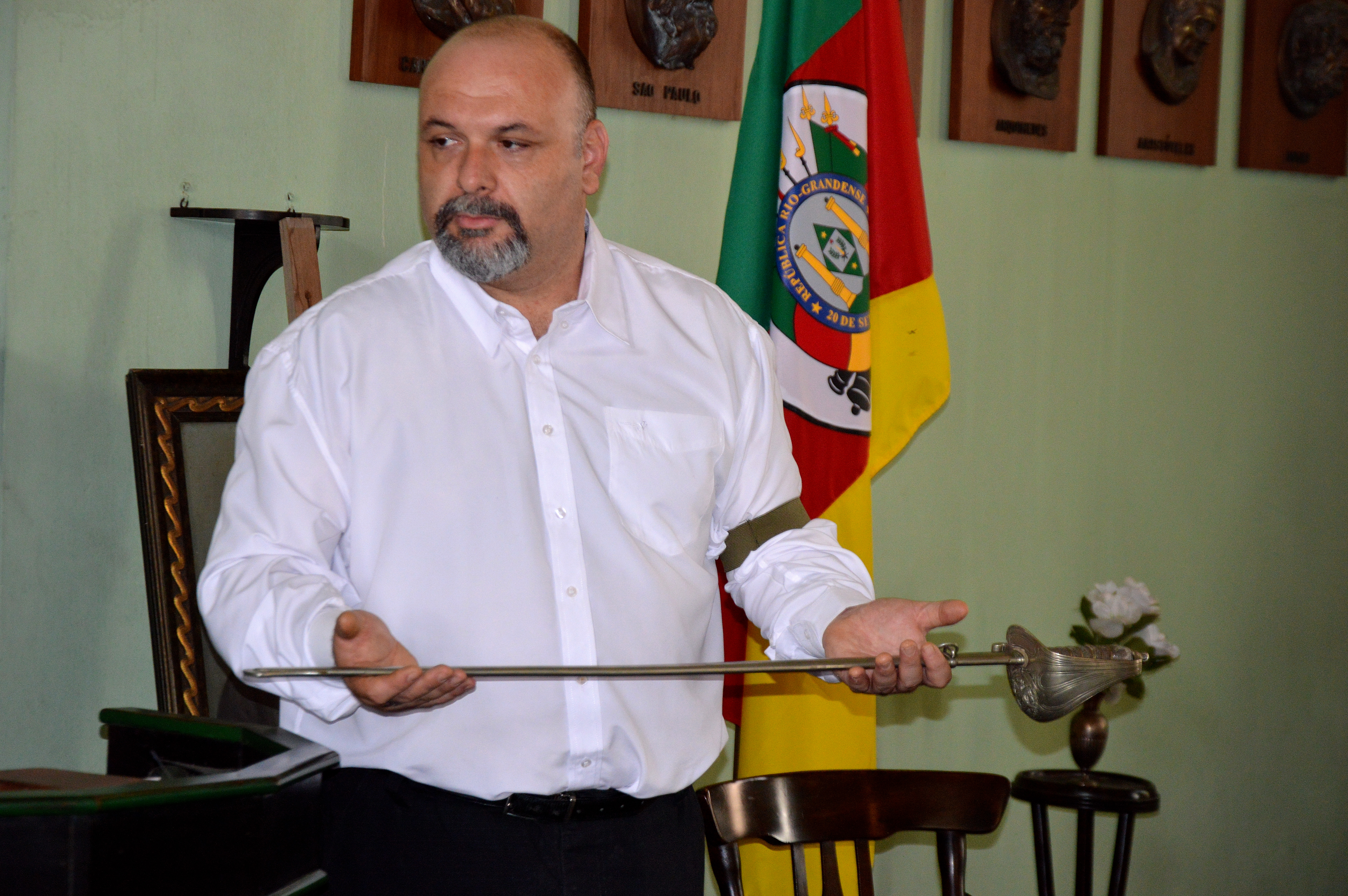
Erlon Jacques de Oliveira em sua cerimônia de posse como Guardião do Templo em Porto Alegre em 27 de outubro de 2013.

Há sedes da Igreja Positivista no Rio de Janeiro, e também em Porto Alegre. O Clube Positivista também funcionou regularmente no Rio de Janeiro até os anos 90.
No seu auge, nos primeiros anos após a proclamação da República brasileira, os cultos positivistas costumavam lotar o Templo da Humanidade, que comporta mais de 200 pessoas. Os integrantes eram também homens influentes do novo regime.
Na Igreja Positivista, presta-se culto de adoração à "Trindade Positivista", que é  composta por:
- "Humanidade" ou "Grande Ser" (entidade coletiva, real e abstrata, formada pelo conjunto de  seres humanos  convergentes do passado que contribuíram para o progresso da civilização, do futuro e do presente);
- "Grande Fetiche" (o planeta Terra com todos os elementos  que o compõe: vegetais, animais, água, terra etc.) e
- "Grande Meio" (o espaço, os astros, o Universo).
Esses três grandes seres são objetos de culto juntamente com as "leis naturais" que os regem e regulam, compondo assim a "Ordem Universal" que se constitui do conjunto formado pela "ordem natural" e pela "ordem humana".
O culto positivista muito tem em comum com o culto fetichista, com a diferença de que os positivistas sabem que os fetiches não possuem "inteligência", sendo percebidos como dotados apenas de "vontade" e "sentimento" que estão por sua vez regulados e subordinados às leis naturais (isto é, científicas).
O positivistas religiosos acreditam na imortalidade subjetiva da alma, cultuando a memória dos mortos pelo legado que deixaram para a cultura humana: "Os vivos são sempre e cada vez mais governados necessariamente pelos mortos" é a máxima de Auguste Comte que se refere a "ordem humana" formulada por Auguste Comte, o criador do Positivismo. Quem vai ao templo pode lê-la logo no pórtico da Igreja e também em seu interior.
Nas laterais da grande nave, há bustos dos 13 grandes tipos humanos glorificando os nomes mais importantes da religião, literatura, filosofia, ciência e política: Moisés (Teocracia Inicial), Homero (Poesia Antiga), Aristóteles (Filosofia Antiga), Arquimedes (Ciência Antiga), César (Civilização Militar), São Paulo (O Catolicismo), Carlos Magno (Civilização Católico-Feudal), Dante (Poesia Moderna), Gutenberg (Indústria Moderna), Shakespeare (Drama Moderno), Descartes (Filosofia Moderna), Frederico II (Política Moderna) e Bichat (Ciência Moderna), mais Heloísa (representante das "Santas Mulheres" ou "A glorificação feminina").
Esses filósofos, cientistas e artistas foram apontados por Comte como as grandes expressões do pensamento humano.
No altar, há a imagem de uma mulher, representada como tendo 30 anos e tendo ao colo um bebê. É a personificação da Humanidade, ou o "Grande Ser" na qual encontram-se incorporados todos os seres convergentes do passado, do presente e do futuro que contribuíram, contribuem e contribuirão com o aperfeiçoamento humano. Aos seus pés há um busto do seu idealizador Auguste Comte. Abaixo destes, fica o púlpito.
O Templo da Humanidade faz parte memória nacional. Nele, em 1903, foi celebrada a confirmação do casamento do então major Cândido Rondon (1865 a 1958), futuro Marechal do Exército Brasileiro, célebre pelos seus trabalhos para a integração das regiões remotas do país e em defesa dos índios.
Em salas anexas à nave principal, estão guardados objetos de importância histórica, entre eles uma cama que pertenceu a Tiradentes e o primeiro exemplar da atual bandeira nacional republicana, porém, este tesouro da história nacional foi furtado. Também, há uma biblioteca de livros antigos e raros, além de utensílios pessoais de Miguel Lemos e Teixeira Mendes, os dois fundadores da Igreja.